# هزاررود علیا
هزاررود علیا یک روستا در ایران است که در دهستان آب‌بر واقع شده‌است. هزاررود علیا ۱٬۱۹۱ نفر جمعیت دارد.